# Flik 42J
La Flik 42J (nome ufficiale Jagdfliegerkompanie 42) era una delle unità aeree più famose dell'Impero austro-ungarico durante la prima guerra mondiale. Fu una formazione di piloti da caccia dopo la specializzazione del 1917 della k.u.k. Luftfahrtruppen e fu schierata sul fronte italiano.

## Storia

### Prima guerra mondiale
La squadriglia è stato fondata nel 1916 ed il comandante László Háry era uno dei pionieri dell'aviazione ungherese (era stato anche nella Flik 4).
Dopo la costituzione, la squadriglia l'11 marzo 1917 è andata al fronte italiano a Sesana dove nel maggio-giugno 1917 disponeva di 8 Hansa-Brandenburg D.I con i quali vi diventerà asso Ferdinand Udvardy.
Dal 10 aprile 1917 alla meta di maggio 1918 vi opera l'asso Johann Risztics.
Il 23 maggio un Caproni della 13ª Squadriglia bombarda obiettivi militari nei pressi di Birhula vicino a Komen ed al rientro viene attaccato sopra Vojščica da 5 caccia austriaci ed il mitragliere Otello Firmani spara su di un Hansa-Brandenburg D.I vedendolo picchiare su Trieste compiendo un atterraggio in emergenza. Le fonti austriache citano la perdita dell'Hansa-Brandenburg D.I della Flik 42J, il cui pilota Leutnant Richard Melzer si ferisce seriamente nell'atterraggio d'emergenza.
Il 25 luglio 1917, l'intera forza aerea fu riorganizzata; durante questo periodo, l'unità, che era già da caccia, fu formalmente nominata da caccia (nome Jagdflieger-Kompanie 42, Flik 42J). Nell'agosto 1917 vi volava l'asso Otto Jäger con gli Albatros D.III.
Al 18 agosto 1917 era sempre a Sesana nell'Isonzo Armee al comando dell'Hptm Ladislaus Hary con 5 Brandenburg D I e 6 Albatros D III.
Dal mese di settembre 1917 al novembre 1917 vi operavano Ernst Strohschneider e Karl Teichmann e dall'ottobre 1917 fino al gennaio 1918 Franz Gräser e Friedrich Hefty fino al novembre 1918. Nel novembre e dicembre 1917 vi era anche Karl Patzelt.
Al 24 ottobre la Flik 42/J era sempre a Sesana nell'Isonzo Armee al comando dell'Hptm Hary quando partecipa alla Battaglia di Caporetto; poi, seguendo il fronte, l'unità si è trasferita a Prosecco (Trieste), Beligna di Aquileia ed all'Aeroporto di Udine-Campoformido.
Il 17 aprile 1918 mentre Alessandro Resch è in volo con altri piloti della 70ª Squadriglia caccia per una missione di pattugliamento, viene avvistata sul cielo di Quero una formazione austriaca composta da circa otto caccia della Flik 42J che scortano due ricognitori della Flik 52D.
Nel corso del combattimento in collaborazione con Flaminio Avet, Leopoldo Eleuteri e Aldo Bocchese, Resch riesce a mettere a segno una lunga raffica su uno dei due ricognitori, un Hansa-Brandenburg C.I serie 169.35 che perde un'ala e s'incendia, precipitando nei pressi di Bigolino.
Nel corso del combattimento Resch partecipa all'abbattimento di altri due Albatros D.III(Oef) della Flik 42J.
Nell'estate del 1918, nella Battaglia del solstizio partì da Pianzano, Motta di Livenza e Casarsa della Delizia.
Il 25 giugno 1918 Giulio Lega della 76ª Squadriglia caccia abbatte un Albatros D.III della Flik 42J. Tale vittorie fu condivisa con gli assi Silvio Scaroni e Romolo Ticconi.
Al 15 ottobre era a Pianzano.
Dopo la guerra l'intera aviazione austriaca fu eliminata